# ديفيد لوجان
ديفيد لوجان هو سياسي أمريكي، ولد في 7 أبريل 1965. نشط حزبياً في الحزب الديمقراطي. وقد انتخب عضو مجلس شيوخ أريزونا ‏ وانتخب عضو مجلس نواب أريزونا ‏.